# Myotis macropus
Myotis macropus (Gould, 1854) è un pipistrello della famiglia dei Vespertilionidi diffuso in Australia.

## Descrizione

### Dimensioni
Pipistrello di piccole dimensioni, con la lunghezza della testa e del corpo tra 35 e 50 mm, la lunghezza dell'avambraccio tra 36 e 41 mm, la lunghezza della coda tra 33 e 42 mm, la lunghezza del piede tra 9,9 e 12,3 mm, la lunghezza delle orecchie tra 9 e 15 mm e un peso fino a 10,4 g.

### Aspetto
Le parti dorsali sono bruno-grigiastre o rossastre, mentre le parti ventrali sono bruno-rossastre, con le punte dei peli grigio chiare, particolarmente sul petto. Le orecchie sono marroni chiare, moderatamente lunghe e strette. Il trago è lungo e diritto. Le membrane alari sono marroni chiare e attaccate posteriormente lungo le caviglie. I piedi sono grandi, con le dita compresse lateralmente e gli artigli notevolmente ricurvi. La coda è lunga ed inclusa completamente nell'ampio uropatagio. Il calcar è molto lungo.

### Ecolocazione
Emette ultrasuoni ad alto ciclo di lavoro sotto forma di impulsi di breve durata a frequenza modulata iniziale di 70–80 kHz e finale di 35–40 kHz

## Biologia

### Comportamento
Si rifugia all'interno di grotte, tunnel, miniere, cavità degli alberi, sotto i ponti ed altri ambienti simili dove forma piccoli gruppi di 10-15 individui. 

### Alimentazione
Si nutre di insetti, particolarmente ditteri e in misura minore coleotteri, Corixidae e Gerridae, catturati lungo i corsi d'acqua e altri ambienti umidi.

### Riproduzione
Danno alla luce un piccolo alla volta a novembre o dicembre.

## Distribuzione e habitat
Questa specie è diffusa lungo le coste dell'Australia settentrionale e orientale fino allo stato di Victoria. Un individuo catturato in Nuova Guinea sud-orientale potrebbe appartenere a questa specie. È l'unico rappresentante di questo genere presente in Australia.
Vive in ambienti umidi fino a 840 metri di altitudine.

## Tassonomia
Sono state riconosciute 2 sottospecie:
- M.m.macropus: Nuovo Galles del Sud, Victoria, Australia Meridionale sud-orientale;
- M.m.richardsi (Kitchener, 1995): Australia Occidentale e Territorio del Nord settentrionali, coste orientali del Queensland; Groote Eylandt e isola di Hinchbrook.

## Conservazione
La IUCN Red List, considerato il vasto areale e la popolazione presumibilmente numerosa, classifica M. macropus come specie a rischio minimo (Least Concern)).